# Veronica Vařeková
Veronika Vařeková (19 de juny de 1977) és una model txeca. És més coneguda com a Veronica Varekova.

## Biografia
Nadiua d'Olomouc, República Txeca, Varekova es va mudar a Nova York a l'edat de 19 anys per a assistir a la prestigiosa Parsons School of Design. En arribar a Manhattan, es va topar amb Next Models, els qui la van contractar al moment.
Varekova ha aparegut en les portades de diverses revistes, entre elles Sports Illustrated Swimsuit Issue. Ha estat fotografiada per Patrick Demarchelier, Gilles Bensimon, Ellen Von Unsworth, Greg Kadel i Peter Lindbergh, i ha aparegut en campanyes de GAP, Chanel, Guess, Nivea, Escada, Chopard, Pantene, Ungaro, Patek Philippe, Hublot, Victoria's Secret i Newport News. Ha aparegut en programes de televisió com The Tonight Show with Jay Leno, Jimmy Kimmel Live!, CNN, Charlie Rose i Fox and Friends.
Varekova ha aparegut a Sports Illustrated Swimsuit Issue vuit vegades: de 1999 a 2002 i de 2004 a 2007. Va aparèixer en la portada en 2004. Ha aparegut en la portada de Marie Claire, Vogue, Harpers & Queen, Maxim, i Cosmopolitan.